# Anna Peters (Malerin)

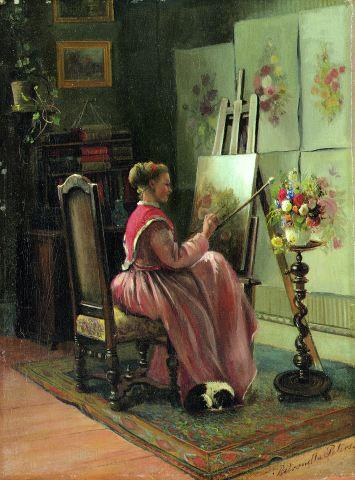
Anna Peters an der Staffelei (porträtiert von ihrer Schwester Pietronella Peters, um 1870)

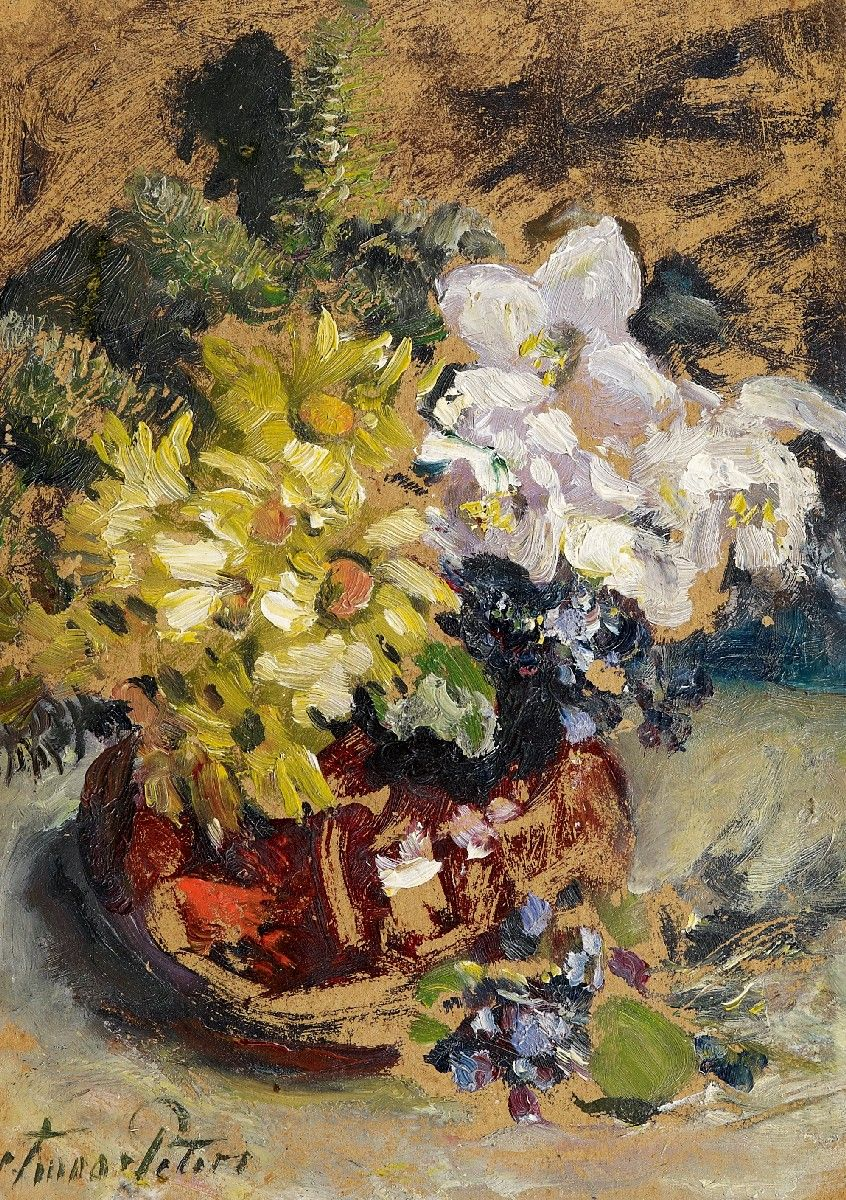
Anna Peters: Blumenstillleben

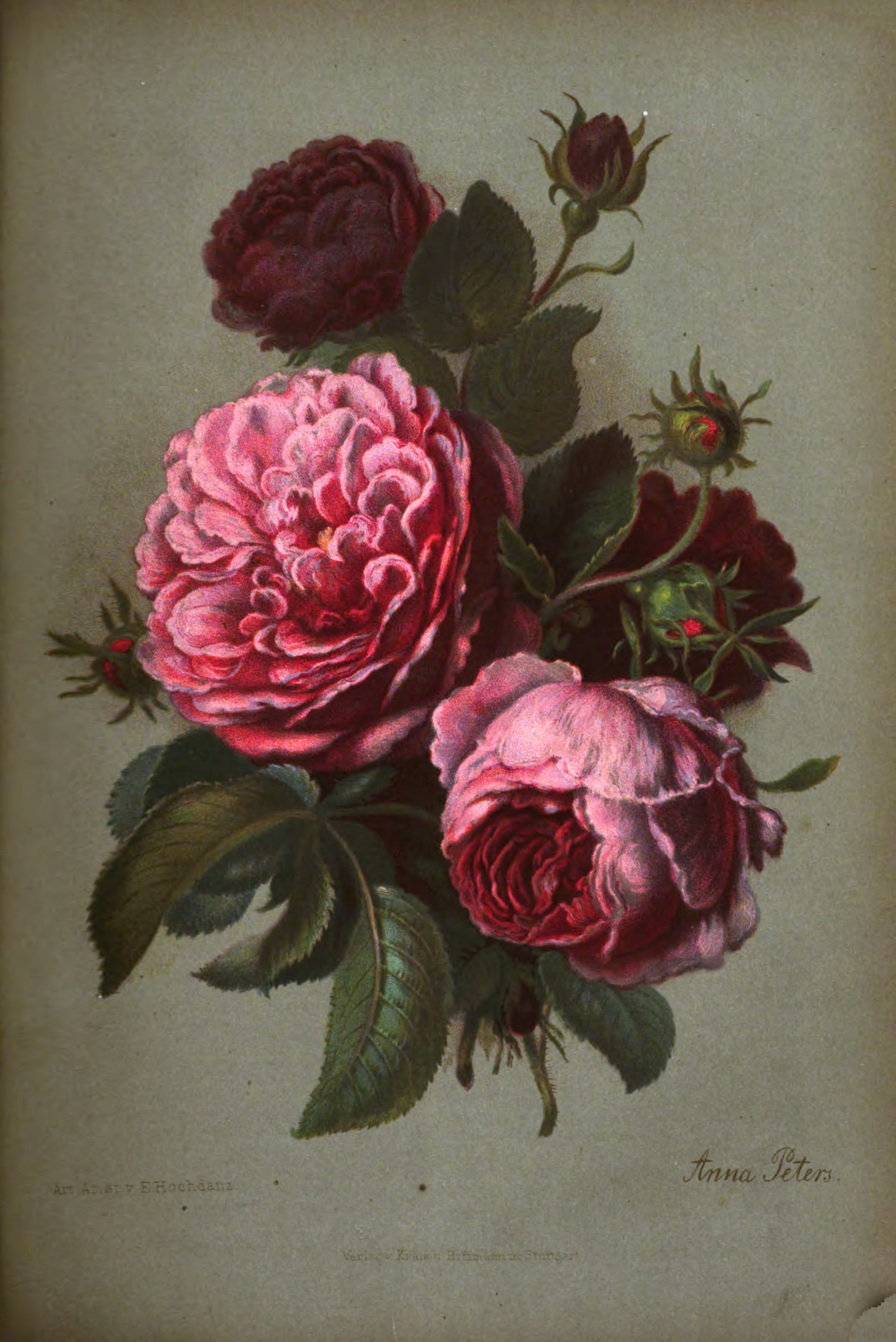
Ein Frühwerk der Künstlerin, entstanden vor 1868.

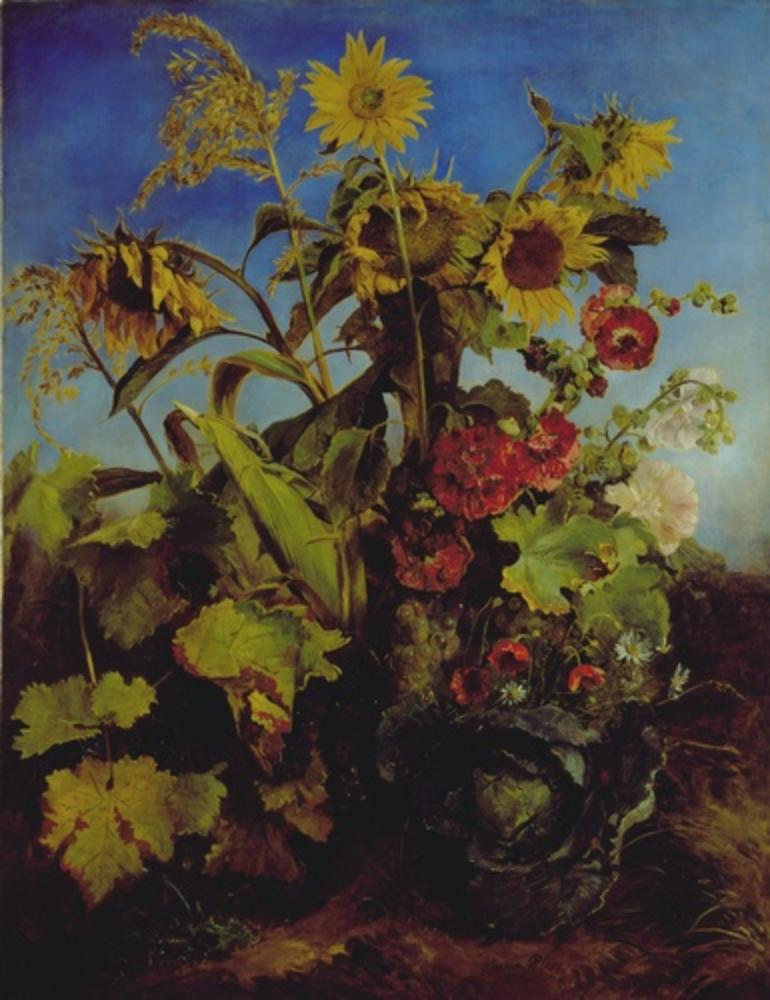
Sonnenblumen, 1863.

Anna Peters (* 28. Februar 1843 in Mannheim; † 26. Juni 1926 in Stuttgart) war eine niederländische, das ganze Leben lang in Württemberg tätige Blumen-, Stillleben- und Landschaftsmalerin. Als eine der ersten Frauen in Deutschland übte sie den Beruf einer Kunstmalerin aus und konnte von dem Verkauf ihrer Bilder leben.

## Leben
Anna Peters wurde als Tochter des niederländischen Landschaftsmalers Pieter Francis Peters (1818–1903) und seiner Frau Heinrike (Heinrika?) Gertrude Mali (?–1884) in Mannheim geboren. Schon ihr Großvater Peters war als Glasmaler in Nijmegen tätig gewesen. Ihre Mutter war eine Schwester von Christian Mali, einem Tiermaler der Münchner Schule, der 1845 nach dem Tod seiner Eltern mit seinen Brüdern in die Familie seiner Schwester aufgenommen wurde. 1845 zog die Familie Peters nach Stuttgart um, wo Anna Peters zusammen mit ihren Schwestern bis zu ihrem Tode lebte. Sie blieb unverheiratet. Von ihrem Vater Pieter Francis Peters erhielten sie, ihre jüngeren Schwestern Pietronella Peters (1848–1924) und Ida Peters sowie ihr zehn Jahre älterer Onkel Christian Mali und dessen Brüder Johannes Cornelis Jacobus Mali (1828–1865) und Hubertus Mali (1818–1839, ertrunken in der Ahr) den ersten Malunterricht. Später wurde sie von Christian Mali weiter unterrichtet und beeinflusst und hielt zeitlebens mit ihm engen künstlerischen Kontakt.
Anna Peters weilte mit ihrer Familie von 1894 bis 1904 jedes Jahr und in unregelmäßigen Abständen von 1907 bis 1924 im Sommer auf Schloss Köngen südöstlich von Stuttgart, um sich künstlerisch zu betätigen. Dort entstanden neben Blumenbildern auch Dorfansichten und Landschaftsdarstellungen. Mehrfach waren bei diesen Aufenthalten Christian Mali und sein Künstlerfreund Anton Braith anwesend.
Sie unternahm auch mehrere künstlerische Reisen, auf denen sie sich Anregungen für ihre Blumen- und Landschaftsbilder holte, u. a. an den Bodensee und in den Schwarzwald sowie in den Thüringer Wald, nach Biberach an der Riß, Interlaken, Zürich, Nijmegen, Rom, Florenz und Mailand, und sie begleitete Mali und Braith auf deren Studientouren nach Südtirol.
Ihre letzten Lebensjahre ab 1912 verbrachte sie mit ihren Schwestern in ihrem eigenen Haus in Stuttgart-Sonnenberg, wo sie am 26. Juni 1926 starb. Dort ist seit 1931 die Anna-Peters-Straße nach ihr benannt.

## Werk
Das Werk von Anna Peters umfasst Zeichnungen, Aquarelle und Ölgemälde. Ihr erstes bekanntes Bild stammt aus dem Jahr 1860 und zeigt einen Herbststrauß. Der Schwerpunkt ihres Schaffens lag weiterhin auf der Darstellung von Blumen und Pflanzen aus ihrer Umgebung, die sie gelegentlich mit Insekten garnierte. Sie stand insoweit in der Tradition der niederländischen Blumenmalerei. Daneben arbeitete sie immer wieder an Landschaftsbildern und Stillleben. Es gibt auch einige wenige Kinderbilder von ihr, aber sie wollte damit nicht in Konkurrenz zu ihrer Schwester Pietronella treten. Nach der damals herrschenden Meinung waren Malerinnen nur solche Motive angemessen, während z. B. Historienmalerei, mythologische und religiöse Szenen den Männern vorbehalten bleiben sollten.
Ende der 1890er Jahre entwickelte Anna Peters aus der streng realistischen Bildsprache ihrer ersten Künstlerjahre einen eher impressionistischen Malstil.
Sie nahm regelmäßig an Ausstellungen teil, ab 1896 auch außerhalb von Stuttgart, z. B. in Berlin, München, Dresden und Wien.

## Wirtschaftlicher Erfolg
Anna Peters führte bereits mit 26 Jahren die Familiengeschäfte, auch die ihres Vaters und ihrer Schwester, und pflegte vielfältige Beziehungen zum Kunsthandel in mehreren Städten. Sie vermarktete ihre Bilder sehr erfolgreich, so dass sie damit ihren Lebensunterhalt bestreiten konnte. Zu ihren Lebzeiten kosteten ihre Gemälde im Durchschnitt zwischen 300 und 400 Mark; für ihr Bild Herbstblumen wurden 1878 sogar 800 Mark verlangt. Heute haben ihre Gemälde einen Marktwert von mehreren tausend Euro. Nach Angaben von Artprice wechselten von 1989 bis 2006 ca. 230 ihrer Werke den Besitzer. Viele ihrer Bilder befinden sich in Privatbesitz. Auf Schloss Köngen gibt es eine ansehnliche Sammlung von Werken der Familie Peters, ebenso im Braith-Mali-Museum in Biberach an der Riß.

## Standespolitisches Engagement
Anna Peters war seit 1880 Mitglied des standespolitischen Vereins der Berliner Künstlerinnen. Sie war Mitbegründerin des Württembergischen Malerinnenvereins, dessen Vorsitz sie von 1893 bis 1902 und 1904 bis 1919 innehatte. Dieser Verein stand Frauen über 18 Jahren offen, die die Bildende Kunst oder das Kunsthandwerk berufsmäßig ausübten, und hatte nach Art einer Berufsgenossenschaft eine eigene Darlehens- und Unterstützungskasse gegründet. Außerdem organisierte er Ausstellungen und richtete gesellschaftliche Aktivitäten aus. Damit versuchte er, Vorbehalte gegenüber Malerinnen in der damaligen Zeit zu überwinden und ihnen gesellschaftliche Anerkennung zu verschaffen.

## Ehrungen
1918 bekam sie die Goldene Medaille für Kunst und Wissenschaft des Königreiches Württemberg verliehen.